# Dildo (erotyka)

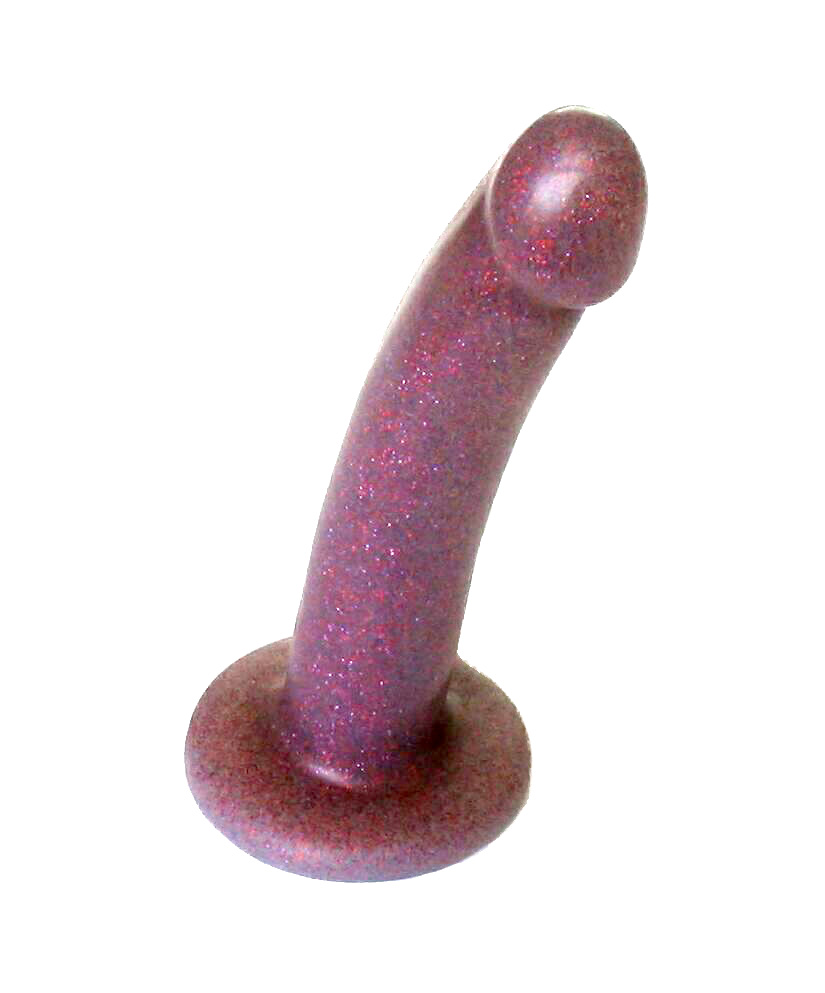
Silikonowe dildo

Dildo – akcesorium seksualne, zazwyczaj o kształcie imitującym prącie człowieka, używane głównie do wywoływania doznań erotycznych. Cechą różniącą je od wibratorów (akcesoriów erotycznych o podobnej charakterystyce) jest brak układu elektromechanicznego, który zapewniałby samoczynne wibrowanie (drganie) urządzenia.

## Charakterystyka

### Materiały
Dilda mogą być wykonane z różnych materiałów, m.in. z hartowanego szkła (szkło borokrzemowe), drewna, kamienia czy sztywnych oraz elastycznych tworzyw sztucznych: elastomeru, silikonu medycznego, cyberskóry. Dostępne na rynku produkty cechuje szeroka gama kolorów, duże zróżnicowanie kształtów, wymiarów oraz cen.
Według seksuolożki Carol Queen najlepsze dla organizmu człowieka są te wykonane z nieporowatych i twardych materiałów (na przykład z silikonu, szkła, metalu lub twardego plastiku). Queen zwraca uwagę na to, że miękkie materiały ciężej jest utrzymać w czystości, wobec czego używając dilda z tego rodzaju materiału w trosce o higienę warto założyć na nie prezerwatywę. Dilda gumowe potencjalnie mogą stanowić zagrożenie dla zdrowia, ponieważ niektóre z żelowych materiałów mogą zawierać niebezpieczne ftalany, które wpływają negatywnie m.in. na jakość nasienia u mężczyzn.
Czasem osoby masturbujące się używają jako dildo innych obiektów o kształcie fallicznym lub podłużnym, na przykład warzyw lub plastikowych czy szklanych butelek. Jest to niebezpieczne, m.in. przez ryzyko uszkodzenia się tych przedmiotów wewnątrz otworów ciała.

### Kształt
Dildo może mieć przyssawkę umożliwiającą przytwierdzenie do prostej gładkiej powierzchni, mieć jądra lub być dwustronne.
Do sztucznych członków zaliczane są również przedmioty innych kształtów niż falliczne, dłoni czy stóp – bardziej prostych czy złożonych, a w literaturze czasem wymieniane są wśród nich również elementy z przystawkami elektromechanicznymi wprowadzającymi.

## Zastosowania

### Stunt cock
Stunt cock (w dosłownym tłumaczeniu z ang. penis kaskaderski) to atrapa prącia (czasami w formie doczepianej jako proteza) używana podczas kręcenia filmów, najczęściej w filmach pornograficznych. Jest on zazwyczaj filmowany z bliska, aby nie można było zidentyfikować jego właściciela, a celem jest oszukanie widza, aby myślał, że to prawdziwy penis aktora. Typową funkcją takiej atrapy jest zastąpienie aktora, który z jakiegoś powodu nie jest w stanie osiągnąć erekcji lub doprowadzić do ejakulacji, aby kontynuować nagrania zgodnie z harmonogramem. Pojawiła się także w filmach niepornograficznych, takich jak Boogie Nights Paula Thomasa Andersona oraz w filmie Antychryst Larsa von Triera.

### Strap-on

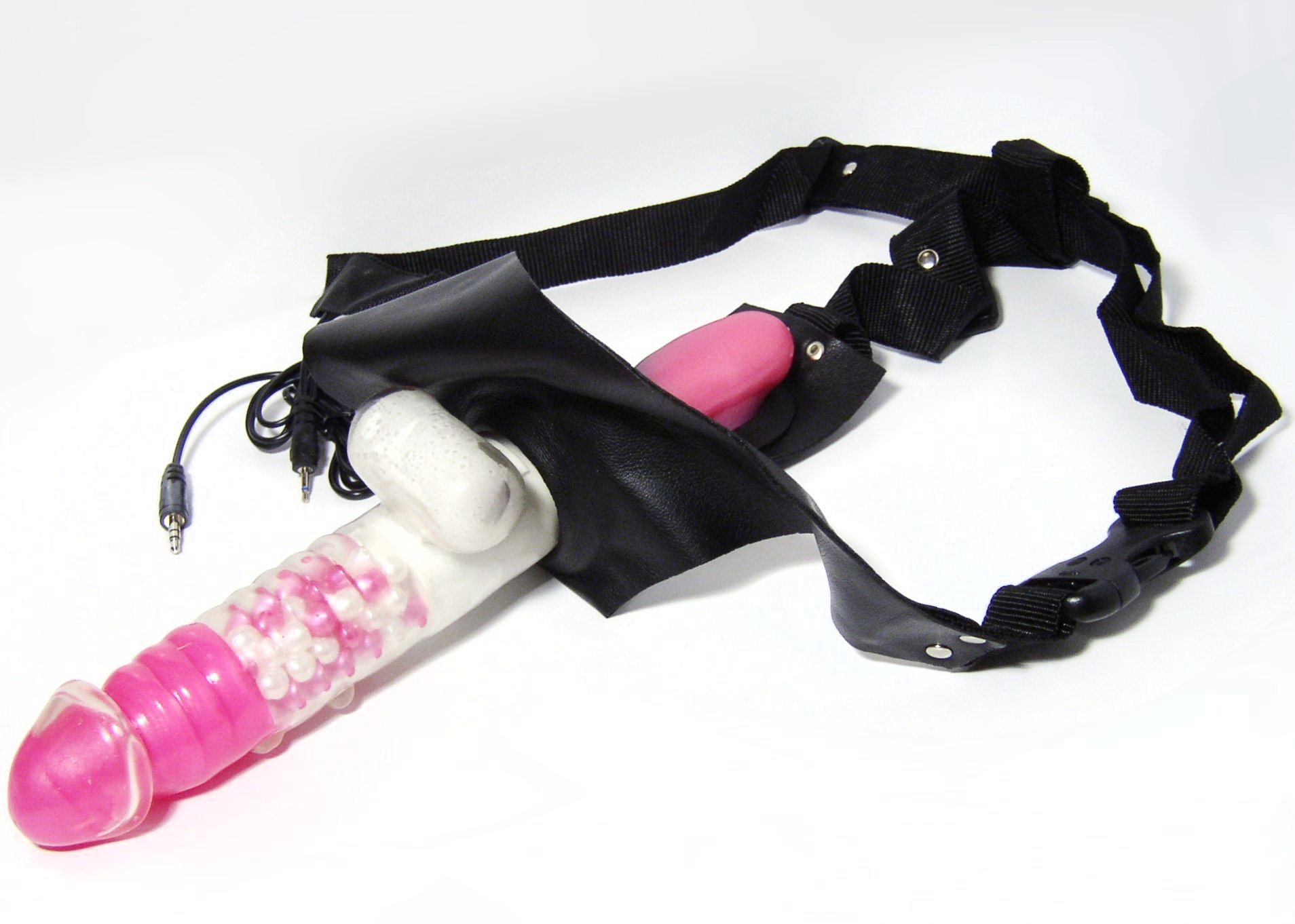
Dwustronny sztuczny członek strap-on.

Strap-on to sztuczny członek lub wibrator przypięty do pasa, majtek lub specjalnej uprzęży. Zazwyczaj (choć nie zawsze) jest stosowany przez osoby biologicznie nie posiadające penisa. Istnieją także strap-ony w formie nakładki na prącie, pozwalające na penetrację seksualną, kiedy penis osoby penetrującej nie jest we wzwiedziony.
To akcesorium umożliwia penetrację seksualną ruchami frykcyjnymi bez użycia biologicznego prącia. Stosunek, w którym kobieta penetruje seksualnie mężczyznę, nazywa się peggingiem. Wiele strap-onów posiada obustronne działanie; oprócz sztucznego członka po zewnętrznej stronie może posiadać również mniejszą atrapę prącia lub wibrator po stronie wewnętrznej.

## Kultura

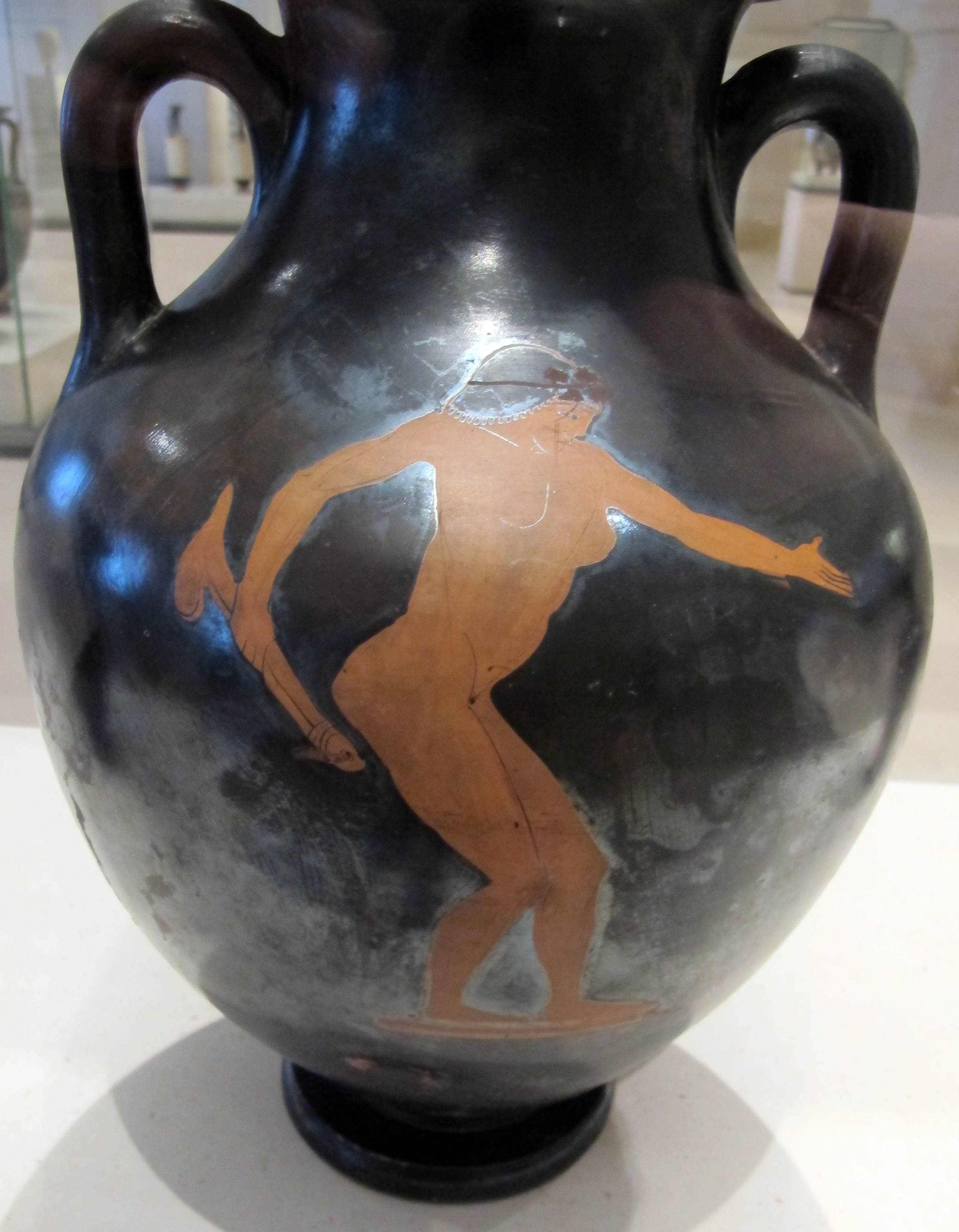
Waza w stylu czerwonofigurowym przedstawiająca kobietę z dildo, datowana na ok. 490 r p.n.e.

Dildo było obiektem zainteresowania artystów w wielu kulturach (np. w Państwie Wielkich Mogołów i starożytnej Japonii), jednak najwięcej przykładów w źródłach historycznych można znaleźć w kulturach europejskich.
Do dzisiejszych czasów zachowało się malarstwo wazowe starożytnych Greków przedstawiające dilda w kontekście kobiecej masturbacji lub w scenach seksu grupowego. Na jednym z naczyń, pochodzącym mniej więcej z VI wieku p.n.e., widnieje scena, w której kobieta pochyla się, aby wykonać fellatio na mężczyźnie, podczas gdy inny mężczyzna zamierza wprowadzić dildo do jej odbytu. Komedia Arystofanesa Lizystrata wspomina o kobietach zaspokajanych przez skórzane przyrządy.
Najstarsze zachowane rzymskie dildo zostało wykonane z brytyjskiego drewna jesionu, miało długość 16-17 cm, a odkryto je w rowie w Vindolanda (Brytania) w 1992 r., przez co nazywane jest „fallusem z Vindolanda”. Pierwotnie mylnie podejrzewano, że to amulet, narzędzie do cerowania, tłuczek do mięsa, symbol szczęścia albo narzędzie używane do tłuczenia składników na kosmetyki lub lekarstwa, któremu nadano falliczny kształt ze względów magicznych.
Angielski termin dildo po raz pierwszy pojawił się w piśmie w latach dziewięćdziesiątych XVI wieku, w wierszu autorstwa Thomasa Nashe i prawdopodobnie pochodzi od włoskiego diletto – „przyjemność”.

## Historia
Kamienny członek, liczący ok. 28 tys. lat został znaleziony w 2005 roku w jednej z niemieckich jaskiń, i jest to najprawdopodobniej najstarszy gadżet erotyczny na świecie. W 2005 roku archeolodzy z Uniwersytetu w Tybindze. w jaskini Fels Höhle w pobliżu niemieckiego miasta Ulm w Jurze Szwabskiej znaleźli kamienny przedmiot. Składał się z 14 części, który został złożony w całość. Przedmiot ma 20 cm długości i 3 cm szerokości. Badacze zastanawiali do czego mógł służyć. Zdaniem profesora Nicholasa Conarda z Uniwersytetu w Tybindze artefakt symbolizował naturalnej wielkości męskiego członka. Przypuszcza się, że był używany jak zabawka erotyczna. Datuje się, że powstał 28 tys. lat. Najprawdopodobniej jest to najstarsze dildo i gadżet erotyczny na świecie. Jest prezentowany w Muzeum Prehistorii w Blaubeuren w Badenii-Wirtembergii.
W trakcie badań archeologicznych znaleziono sztuczny członek z drugiej połowy XVIII wieku, wykonany ze skóry wysokiej jakości, wypełnionej włosiem, z końcówką z drewna. Miał bardzo wyraźnie zaznaczone jądra. Zachował się w wypełnisku latryny na Podwalu Przedmiejskim w Gdańsku.